# Marina unifoliata
Marina unifoliata är en ärtväxtart som först beskrevs av Robinson och Jesse More Greenman, och fick sitt nu gällande namn av Rupert Charles Barneby. Marina unifoliata ingår i släktet Marina och familjen ärtväxter. Inga underarter finns listade i Catalogue of Life.